# Mosher-Säure
Die Mosher-Säure (abgekürzt als MTPA vom englischen α-Methoxy-α-trifluoromethylphenylacetic acid) ist eine chirale Carbonsäure, die von Harry S. Mosher (1915–2001) eingeführt wurde, um chirale Verbindungen wie Alkohole oder Amine in die entsprechenden Diastereomeren Ester bzw. Säureamid zu überführen.
Beide Enantiomere [die (S)- oder die (R)-Form] der chiralen Mosher-Säure können hierzu eingesetzt werden.
Aufgrund seiner sehr viel höheren Reaktivität wird häufig auch das Säurechlorid verwendet.

## Anwendung
Die enantiomerenreine Mosher-Säure wird als chirales Derivatisierungsreagenz von Alkoholen oder Aminen benutzt, um eine chirale Verbindung in ein Diastereomer zu überführen. Schematisch wird die Umsetzung von racemischem Amphetamin mit enantiomerenreinem (S)-Mosher-Säurechlorid gezeigt. Durch das Überführen der (R)-Mosher-Säure in das Säurechlorid ändert sich gemäß den CIP-Regeln die Benennung von (R) zu (S). Die Enantiomere (R)- und (S)-Amphetamin zeigen identische NMR-Spektren, jedoch unterscheiden sich die Diastereomere (RS) und (RR) im NMR voneinander.
Je nach Resonanz sind Shifts von bis zu 47 Hertz möglich.
Mit Hilfe der Diastereomere kann der Enantiomerenüberschuss einer stereospezifischen Reaktion bestimmt oder die absolute Stereochemie eines Produkts ermittelt werden. Zur Bestimmung der absoluten Konfiguration werden die 1H- und 19F-NMR-Spektroskopie benutzt.